# Девотченко Олексій Валерійович
Олексій Валерійович Девотченко (14 жовтня 1965, Ленінград, РРФСР — 5 листопада 2014, Москва, Росія) — російський актор театру і кіно. Лауреат Державної премії Російської Федерації в області літератури і мистецтва (1999 і 2003 років). Заслужений артист Російської Федерації (2006) (відмовився від звання в 2011 році).

## Біографія
Народився 14 жовтня 1965 року. В Ленінграді.
В 1990 році закінчив Ленінградський державний інститут театру, музики і кінематографії, майстерня Аркадія Кацмана і Льва Додіна.
Працював в ТЮГ імені Брянцева, в Дитячому драматичному театрі «На Неві», в Театрі ім. Ленсовета, в Камерної філармонії, Театрі на Ливарному, Олександрінського театрі, ВДТ імені Товстоногова, Московському театрі юного глядача, Московському художньому театрі імені Чехова.
Лауреат всеросійських фестивалів в Магнітогорську, Пермі, Орлі, а також міжнародних театральних фестивалів «Балтійський дім» (1995) і «Монокль» (1997).
Лауреат вищої театральної премії Санкт-Петербурга «Золотий софіт» в номінації «Найкраща чоловіча роль» (1995).
Двічі лауреат вищої театральної премії Санкт-Петербурга «Золотий софіт» в номінації «Найкращий акторський дует» (1998, 1999 років).
Знявся в багатьох фільмах, телесеріалах і документальних стрічках, а також у кількох українських кінопроєктах.
У 2005 році. на МКФ слов'янських і православних народів «Золотий Витязь» був удостоєний Призу за найкращу чоловічу роль  у фільмі «Червоне небо. Чорний сніг» (2003).

### Суспільна і громадська позиція
Був членом Об'єднаного громадянського фронту в Санкт-Петербурзі, учасником Маршів незгодних. 10 березня 2010 року підписав звернення російської опозиції «Путін має піти». Брав участь у інших опозиційних політичних акціях ліберального спрямування.
18 листопада 2011 року у своєму блозі в «Живому журналі» Олексій Девотченко заявив, що відмовляється від звання «Заслужений артист Росії» і двох державних премій Росії.
В березні 2014 року підписав листа «Ми з Вами!» КіноСоюзу на підтримку України.

### Загибель
5 листопада 2014 року 
був знайдений мертвим: У віці 49 років. тіло лежало в крові, в квартирі вибиті шибки. За даними російського слідства, причиною смерті став нещасний випадок: «За попередніми даними, він помер в результаті великої крововтрати, отриманої від осколків скла розбитого серванта».
Інший варіант обставин смерті актора, був озвучений в ефірі Громадського телебачення російською правозахисницею Ольгою Курносовою. Вона заявила, що тіло Олексія Девотченка, якого 6 листопада знайшли мертвим в орендованій квартирі у Москві, було спішно кремовано вже 8 листопада, тобто через два дні. За її словами, такий поспіх — «ще один аргумент на користь того, що Девотченко був вбитий (спецслужбами)». Також Курносова зазначила, що відео, яке вона бачила на підтримку версії про його випадкову загибель, свідчить про те, що воно розраховане на тих, хто не знав актора. «На відео — лівша — у людини ключі лежать у лівій кишені, кнопки він натискає лівою. А Олексій був правшою. І це відомо усім, хто з ним був знайомий», — зазначила Курносова. На питання, чому Девотченка могли вирішити «вбити зараз», Курносова зазначила: «Або це бажання (влади) усіх залякати, або — щоб він вже нарешті закрив рота».

## Фільмографія
(вибірково)
- «Духів день» (1990, дебют у кіно)
- «Вулиці розбитих ліхтарів» (1998, т/с)
- «Бандитський Петербург» (2000, т/с)
- «Полювання на Попелюшку» (2000, т/с)
- «Червоне небо. Чорний сніг» (2003, Шатров)
- «Конвой PQ-17» (2004, т/с, Ральф Зеггерс)
- «Золоте теля» (2005, Олександр Іванович Корейко)
- «Ревізор» (2005, фільм-спектакль, Хлестаков)
- «Столипін... Невивчені уроки» (2006, Борис Савінков)
- «Агітбригада „Бий ворога!“» 2007, Кольчугін)
- «Не думай про білих мавп» (2008, Гена)
- «Даішники» (2010, т/с)
- «Півтори кімнати, або Сентиментальна подорож на батьківщину» (2009, єпизод)
- «Концерт Саші Чорного для фортепіано з артистом» (2010, телеспектакль)
- «З приводу мокрого снігу...» (2011, телеспектакль, реж. Кама Гінкас)
- «Прихильниця» (2012, Альфред Гной)
- «Ялта-45» (2011, Шебеко)
- «Південний календар» (2010, Олексій Олексійович Міщенко)
- «Маяковський. Два дні» (2011, т/с, Велимир Хлєбніков)
- «Моя бабуся — Фані Каплан» (2014) та ін.